# Sicilština
Sicilština je východorománský jazyk, který se vyvinul z italštiny, díky řeckým, arabským, španělským a francouzským vlivům je však od italštiny velice rozdílný.

## Příklady

### Číslovky
| Sicilsky | Česky |
| unu      | jeden |
| dui      | dva   |
| tri      | tři   |
| quattru  | čtyři |
| cincu    | pět   |
| sei      | šest  |
| setti    | sedm  |
| ottu     | osm   |
| novi     | devět |
| deci     | deset |

## Otče náš v sicilštině(Lu patri nostru)
Patri nostru, ca siti ntrô celu,
Santificatu fussi lu Vostru nomu.
Viatu vinissi lu Vostru regnu.
Fatta fussi la Vostra Vuluntati
Comu ntrô celu accussì ntra terra.
Dàtini sta jurnata lu nostru panuzzu,
E pirdunàtini li nostri piccati
Accussì comu nuiàtri li pirdunemu ê nostri nìmici.
E nun lassàtini cascari ntrâ tintazzioni,
Amen.

## Jiná slova

### Arabismy
Aneb slova zcela nebo zčásti přejatá z arabštiny

cafisu - qafiz
zàgara - zahar
bumìa - bumiya
saia - saqiya
gebbia - gabiya

### Galicismy
Aneb slova zčásti nebo zcela přejatá z francouzštiny

jovi - juovia
mèrcuri - mèrcor
luni - lunes
vènniri - vènner

## Fráze
Se - Ano
No - Ne
Sabbinirica - Čau
Pi fauri - prosím
Volussi nu caffè - Chtěl bych jedno kafe
Unni sunnu li bagni? - Kde jsou záchody?
Mi scusassi - Promiňte mi
Salutamu - Na shledanou

## Vzorový text

### Všeobecná deklarace lidských práv
| sicilsky | Tutti l'omini nascinu libbiri cu a stissa dignità i diritti. Iddi hannu a raggiuni i cuscienza i hannu a travagghiari 'nzemmula cu spiritu di fratirnità. |
| česky    | Všichni lidé se rodí svobodní a sobě rovní co do důstojnosti a práv. Jsou nadáni rozumem a svědomím a mají spolu jednat v duchu bratrství.                |